# Thinodromus shavrini
Thinodromus shavrini – gatunek chrząszcza z rodziny kusakowatych i podrodziny kozubków.
Gatunek ten opisany został po raz pierwszy w 2020 roku przez Michaiła Gildienkowa na łamach „Russian Entomological Journal”. Jako lokalizację typową wskazano górę Talomo w paśmie Apo–Talomo w regionie Davao na filipińskiej wyspie Mindanao. Epitet gatunkowy nadano na cześć koleopterologa Alekieja Walerjewicza Szawrina.
Chrząszcz o wydłużonym ciele długości 3,9 mm, ubarwionym ciemnobrązowo z brązowymi odnóżami, nasadami i wierzchołkami czułków oraz wierzchołkami pokryw, porośniętym jasnymi, dość długimi szczecinkami. Szersza niż dłuższa głowa ma duże, wyłupiaste, zajmujące prawie całe boki oczy, niewyraźne skronie oraz długie czułki. Punkty na powierzchni głowy są wyraźne, drobne i gęsto rozmieszczone. Sercowate, punktowane jak głowa przedplecze ma podkowiaste wgłębienie z tyłu i parę symetrycznych, słabo rozwiniętych, owalnych wcisków pośrodku. Również wyraźnie, dość drobno i gęsto punktowane są pokrywy. Powierzchnia odwłoka jest pokryta gęstym i drobnym punktowaniem.
Owad orientalny, endemiczny dla Filipin, znany tylko z wyspy Mindanao. Znajdywany na rzędnych od 800 do 1300 m n.p.m.